# سكة حديدية فائقة السرعة

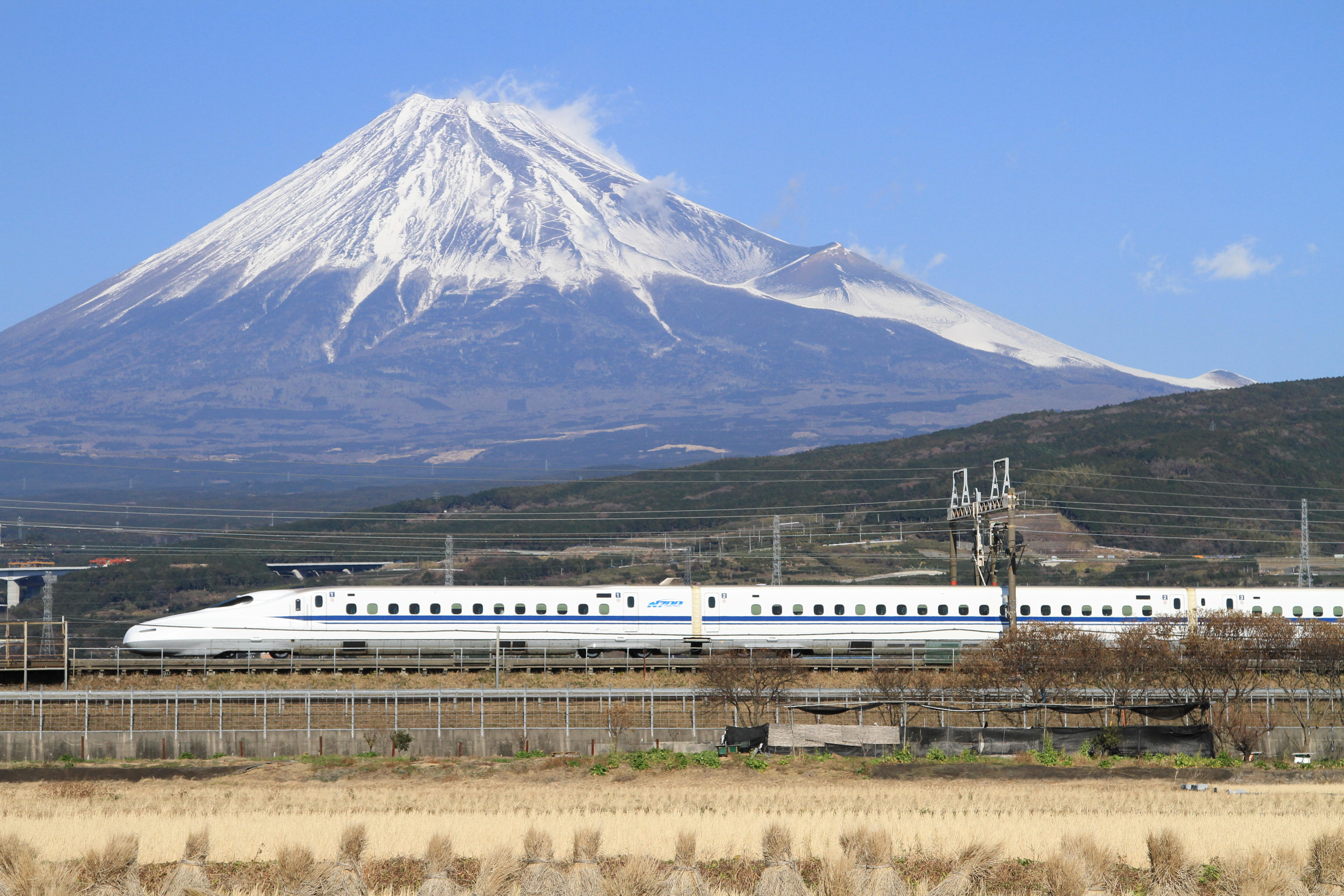
خط شينكانسن فائق السرعة في اليابان، مع جبل فوجي في الخلف

سكة حديدية فائقة السرعة هي من أنواع سكك حديد نقل الركاب و التي تعمل بسرعة أكبر من سرعة حركة السكك العادية. التعريف الدقيق يشمل القطارات التي تصل سرعتها إلى 200 كم/ساعة (125 ميل/ساعة) و أكثر في أوروبا، و في أمريكا سرعة 145 كم/ساعة (90 ميل/ساعة). هذه القطارات مصممة لنقل الركاب إلا أنها تنقل بعض أنواع خدمات الشحن.
لتسير القطارات بسرعتها القصوى فإن ذلك يتطلب سككا مخصصة إلا ان جميعا قادر على السير على السكك الاعتيادية أن التقاطاعات وسرعة القطارات الأخرى يبطئ السرعة الممكنة.